# Fukuoka PRO Market
Fukuoka PRO Market（ふくおかプロマーケット）は福岡証券取引所が開設する特定取引所金融商品市場（いわゆる「プロ投資家向け市場」）である。

## 概要
福岡証券取引所は、本則市場と新興企業向け市場であるQ-Boardの2つの市場で構成してきた。福岡証券取引所は2024年5月29日、3つ目の市場として一般市場への上場を目指している成長企業を対象とし、東京証券取引所が開設しているTOKYO PRO Marketに次ぐ特定取引所金融商品市場（いわゆる「プロ投資家向け市場」）として、Fukuoka PRO Marketを開設することを発表した。福岡証券取引所は、Fukuoka PRO Marketを本則市場やQ-Boardの上場基準を満たさない企業の受け皿とし、Fukuoka PRO Marketを設けることで、福岡で盛り上がるスタートアップの支援を強化していくとしている。
上場制度に関してはTOKYO PRO Marketとほぼ同一とする他、上場審査においてもTOKYO PRO MarketにおけるJ-Adviserと同様にF-Adviserが行う。

## 規則
制度上、この市場において直接買付けが可能な投資家は、金融商品取引法に定められた特定投資家に限定される。特定投資家とは、金融機関などの適格機関投資家、上場会社、資本金5億円以上の株式会社、外国法人に加え、証券会社に申し出をし認められた場合に取引ができる者として、一定の個人投資家、その他株式会社も含まれる。詳細は特定投資家を参照。
特定投資家に限定されることによって、企業情報の開示面（言語、会計基準）や新規上場基準の面などにおいて、一般投資家保護の観点から法律上の強い要請がある一般市場では実現困難な柔軟な規制体系が可能となった。また、新規上場を希望する企業の上場審査については、基本的に取引所は行わず、取引所が指定する指定アドバイザー（F-Adviser）が行い、基準の設定も同者が行う。
TOKYO PRO Marketとの重複上場は可能であるが、福岡証券取引所本則市場やQ-Boardなど、他の証券取引所の一般市場との重複上場は不可となっている。Fukuoka PRO Marketから福岡証券取引所一般市場（本則市場・Q-Board）や他の証券取引所の一般市場へ市場変更を行う場合は、他の証券取引所に対して新規上場申請を行い、新規上場の承認を受けると同時に企業自らFukuoka PRO Marketの上場廃止申請を行う。
| 項目                           | Fukuoka PRO Market                                                    | 一般市場                                          |
| ------------------------------ | --------------------------------------------------------------------- | ------------------------------------------------- |
| 開示言語                       | 英語又は日本語                                                        | 日本語                                            |
| 上場基準                       | 形式基準：なし 実質基準：あり                                         | 形式基準：あり(株主数、流通株式等) 実質基準：あり |
| 審査主体                       | F-Adviser                                                             | 主幹事証券会社、取引所                            |
| 上場申請から上場承認までの期間 | 10営業日                                                              | 2、3か月程度(標準審査期間)                        |
| 上場前の監査期間               | 最近1年間                                                             | 最近2年間                                         |
| 内部統制報告書                 | 任意                                                                  | 必須                                              |
| 四半期開示                     | 任意                                                                  | 必須                                              |
| 取引可能な投資家               | 特定投資家                                                            | 全ての投資家                                      |
| 他の証券取引所との重複上場     | TOKYO PRO Marketのみ可能                                              | 各証券取引所で可能                                |
| 他市場への市場変更             | 一般市場の上場承認を受けたと同時に Fukuoka PRO Marketの上場廃止を申請 | 市場変更の申請後に 新規上場申請に準じた審査       |

## 上場企業
- Fukuoka PRO Market上場企業一覧を参照。

## Fukuoka PRO Marketに係る指定アドバイザー（F-Adviser）
8社（2025年1月現在）
- 九州FG証券
- 佐賀銀行
- Jトラストグローバル証券
- ジャパンインベストメントアドバイザー
- 宝印刷
- 日本M&Aセンター
- フィリップ証券
- 船井総合研究所

### F-Adviserの主な要件
- F-Adviserの資格取得申請日以前2年間においてコーポレート・ファイナンス助言業務に関する経験があること。
- F-QSを3名以上有すること。
- 取引所と共にプリンシプルベースの考え方に基づきFukuoka PRO Marketを運営するパートナーとしての意欲と能力を有していること。
- 日本の資本市場での経験及び知見を有すること。
- Fukuoka PRO Marketの評価と秩序を毀損するおそれがないこと。